# WWE 2K18
WWE 2K18 est un jeu vidéo développé par Visual Concepts et Yuke's et édité par 2K Sports. Il est sorti le 13 octobre 2017 dans le monde sur PlayStation 4, Xbox One, Windows, et le 6 décembre sur Nintendo Switch. Il s'agit de la dix-neuvième édition basée sur la fédération de catch World Wrestling Entertainment, et du cinquième opus de la série WWE 2K. Il succède à WWE 2K17. Il est suivi par WWE 2K19.

## Système de jeu

### Jouabilité
Les joueurs ont maintenant la possibilité de se battre dans un parking, les coulisses et les vestiaires ont été agrandis. 
Les nouveaux types de match
De nouveaux types de matchs ont été ajoutées pour les deux contre deux (Tag Team) : Ladder match, Table match et TLC match. Un nouveau type de match pour les matchs à trois, Triple Threat Falls Count Anywhere match. Deux nouveaux types de matchs pour les matchs à quatre (Fatal 4-Way) : Steel Cage match et Battle Royal match. Deux nouveaux types de matchs aussi pour les matchs à six (6-Man) : Table et TLC match. À la suite de l'arrivée des matchs à huit, les matchs à huit (8-Man) ont donc de nouveaux types de matchs : Tag Team match, Ladder match et Battle Royal match. Deux nouveaux types de matchs pour les matchs handicap : un contre deux - Tornado match et 2 contre 3 - Tag match.

## Modes de jeux

### ModeMon Joueur
Il existe désormais deux modes relié avec Mon Joueur, vous pouvez y créer un personnage ensuite l'utiliser dans les modes Road To Glory et Ma Carrière. Les joueurs peuvent simultané entre les modes pour y gérer et améliorer leurs superstars. 

#### ModeRoad To Glory
Road To Glory est un nouveau mode relié avec le mode Ma Carrière, ce mode permet aux joueurs de jouer en ligne, d'améliorer son personnage et ainsi avoir des récompenses. Le calendrier du mode suit le même que celui du réel. Des objectifs quotidiens sont présents, que les joueurs doivent réaliser, pour pouvoir avoir un match contre une superstar au dernier match du Pay-Per-View.

#### ModeMa Carrière
La principale nouveauté du mode Ma Carrière est la possibilité de se déplacer librement dans les coulisses. Les joueurs pourront interagir avec le personnel de la WWE ainsi qu'avec les catcheurs. 
Les histoires racontées dans le mode Carrière et dans le mode Universe ne sont plus partagées pour éviter les répétitions.
Au début de la partie, le joueur peut choisir deux chemins :
- Employé dévoué: Si le joueur choisit ce rôle, il sera amené à tendre des pièges aux autres catcheurs dans n'importe quelle situation (match, coulisse, interview...). Il devra obéir aux ordres du manager général pour lui permettre d'obtenir des récompenses comme la possibilité d'avoir de l'aide d'un catcheur pendant un match. Grâce à ce choix, les joueurs pourront avoir le privilège d'un accès avec Vince McMahon, permettant de lui parler pour obtenir des matchs de championnat ou des changements de matchs[6],[5]

- Favori des fans: Si le joueur choisit ce rôle, il devra réaliser les meilleures performances pendant ses matchs afin de gagner le respect des superstars et des légendes en coulisse. Des catcheurs pourront défier le joueur sur le ring, dans un match ou en intervention au micro. En cas de réussite, le joueur gagnera des récompenses de la part des légendes. S'il est « favori de la foule », il pourra recevoir des ceintures personnalisées s'il remporte un titre[6],[5].

Les catcheurs créés par les amis du joueur seront présents dans la carrière du joueur. Ils seront présents dans les coulisses, dans les matchs et le joueur aura aussi la possibilité de former une alliance avec eux.

### ModeUnivers
Le mode commence par un calendrier juste après Wrestlemania. Dans ce mode, tout est modifiable : le roster, les arènes, les shows, les équipes et les superstars grâce aux outils de création. Dans le mode vous pouvez retrouver les classements des championnats, les relations, les réactions du public et les personnalités des superstars.
Système de rivalité et scénario
Les rivalités se produisent entre deux superstars ou deux équipes de superstars et mènent à un scénario qui peut se développer sur plusieurs mois dans le calendrier du mode Univers. Les scénarios comprennent des cinématiques pour rendre le jeu plus réaliste. Les joueurs peuvent créer leurs propres rivalités ou les laisser se créer toutes seules.
Nouveau système de rivalité potentielles
Nouveauté de cette opus, les rivalités sont séparées en deux types: potentielles et actives. Pendant que les superstars participent à leurs matchs et réalisent des promos ou des interruptions, une rivalité potentielle va se développer. Une jauge permet de voir quel est l'état de cette rivalité potentielle. Cette jauge se remplit au fur et à mesure des interactions entre des rivaux potentiels pendant leurs matchs. Une fois la jauge pleine, elle entrera en mode "attente" et sera placée dans l'emplacement de rivalité active du prochain show. Les joueurs peuvent également influencer les rivalités en étant agressif en frappant une superstar avec une chaise par exemple, ce qui monterait la jauge de rivalité potentielle.
Rivalité active
Les rivalités actives rendent officielles les rivalités et annoncent de nombreuses semaines de compétition entre les rivaux. Les superstars vont s'affronter et chercher à obtenir l'avantage pour leurs rencontre au prochain Pay-Per-View. Le résultat dépend des superstars impliquées dans les rivalités, leur classement ou encore leurs opportunités de décrocher un match pour un titre. Il y a plusieurs types de rivalité, cela dépend de son "intensité" : il peut s'agir par exemple d'une rivalité amicale entre alliés ou d'un affrontement hostile entre ennemis jurés.
Le mode Univers intègre de nouvelles fonctionnalités, les Power Rankings, permettant de classer les superstars et de déterminer qui est la meilleure superstar dans le mode Univers.

## Annonce
Le jeu est annoncé le 23 mai 2017 par 2K Sports. Le 19 juin, la bande annonce du jeu est disponible sur YouTube, dévoilant ainsi, que le catcheur Seth Rollins est sur la jaquette du jeu. Le 29 juin, sur Twitter, le catcheur Kurt Angle annonce lui-même, qu'il sera la superstars qui sera dans le bonus de précommande. Il annonce aussi que la bande annonce du bonus sera dévoilé pendant le RAW du 10 juillet 2017. Le 27 juillet, sur Twitter, WWE Games annonce l'édition collector intitulé "Cena (Nuff)" qui est centré sur les 15 années de John Cena à la World Wrestling Entertainment.

## Contenus téléchargeable
La sortie de contenus téléchargeables est étalée dans le temps, débutant fin 2017 et se terminant début 2018. Tous ces contenus téléchargeables peuvent être retrouvés dans un Season Pass proposé à un tarif réduit. 

### Pack Génération NXT
Il contient les superstars suivantes : 
(sorti le 21/11/2017) 
- Aleister Black
- Drew McIntyre
- Elias
- Lars Sullivan
- Ruby Riot

### Pack Légendes Immortelles
Il contient les superstars suivantes : 
(sorti le 16/01/2018)
- Jeff Hardy
- Matt Hardy
- Beth Phoenix
- Ricky Morton
- Robert Gibson

### Accélérateur
Accélérateur est une clé permettant de débloquer tout le contenu via la monnaie virtuelle du jeu. Cette clé permet aussi de décider du classement des superstars jouables.

### LancementMon Joueur
Ce contenu sert à améliorer les classements Mon Joueur et les attributs disponibles à la sortie dans le mode Ma Carrière. Toutes les tenues disponibles à la sortie donnant des bonus d'attributs seront débloquées dans le mode Ma Carrière.

### Pack de nouveaux mouvements
Il propose de nouveaux mouvements dont le Tie Breaker de Tye Dillinger, le Crash Landing de Kassius Ohno, le Pumphandle Death Valley Driver d'Akam et le Swinging Sleeper Slam de Diamond Dallas Page.
(sorti le 12/12/2017)

## Fonctionnalités et nouveautés
(juillet 2017).
Le moteur graphique est mis à jour, avec des reflets en temps réel. Le mode Univers est transformé pour un rendu plus fluide, organique et plus fidèle dans le rythme des changements des émissions de la WWE à la suite de la Brand Extension. De nombreux scénarios ont été ajoutés avec des mises à jour importantes. Le mode Ma Carrière a une histoire plus sérieuse, la carrière du personnage étant plus concise et plus axée sur le récit permettant ainsi de meilleures rivalités avec des nouveaux systèmes d'animations et de progressions. Le mode Ma Carrière aura aussi un nouveau mode en ligne et intègre désormais les superstars féminines. Nouveau mode en ligne "Road To Glory" avec des défis et des objectifs pour les joueurs. Nouvelle version des promos (interventions au micro). La prise de position est améliorée. Nouveau système de progression permettant de débloquer des améliorations et des bonus après les matchs. Différentes manières de parler faisant référence aux styles de combats. Le système de soumission est retravaillé et révisé entièrement, ce qui facilite l'apprentissage et l'utilisation. Système de prises plus dynamique. Les contres seront plus réalistes que jamais. La création communautaire sera aussi améliorée. La nouvelle arène Backstage aura 3 fois plus de zones (coulisses, parking et vestiaires) que celle de WWE 2K17. Les joueurs pourront jouer en 1 contre 1 en ligne dans les backstages. Il est maintenant possible d'avoir 8 superstars sur le ring en même temps, ce qui amène de nouvelles mécaniques sur les modes Royal Rumble, Battle Royal, Ladder match et le nouveau mode 8-man Tag Team match. De nouvelles éliminations pour le Royal Rumble seront disponibles. Le nouveau mode "create-a-match" permettra aux joueurs de créer son propre type de match (conditions de victoire, objets interactifs etc.). La nouvelle chambre d'éliminations sera disponible dans le jeu. Améliorations du mode "créer une superstar" y compris les mises à niveaux de "créer ta vidéo", avec des mouvements de caméra libres, plus d'effets et une meilleure fonctionnalité d'édition. Le mode "créer une arène" comprend aussi des options améliorées ainsi que de meilleures fonctionnalités de l'interface utilisateur. L'annonceuse des catcheurs est JoJo. Les 3 commentateurs du jeu sont Michael Cole, Byron Saxton et Corey Graves en tant que commentateurs principaux. Des mises à jour auront lieu mettant à niveau tous les commentaires. Le jeu aura le plus grand roster de toute l'histoire de la série jusqu'ici avec 150 à 200 superstars pour le jeu complet et sera le jeu vidéo WWE le plus réaliste jusqu'à présent. Le jeu sera composé de plusieurs arbitres, de nouvelles arènes, de nouveaux chants, de nouveaux effets d'expressions sur les visages ,.
Il y a désormais plus de 200 nouvelles animations pour donner plus de réalisme aux catcheurs. Les superstars comme Shinsuke Nakamura ou encore Enzo Amore se comporteront dans ce mode comme ils se comportent à la télévision.